# Lazar Kitanoski

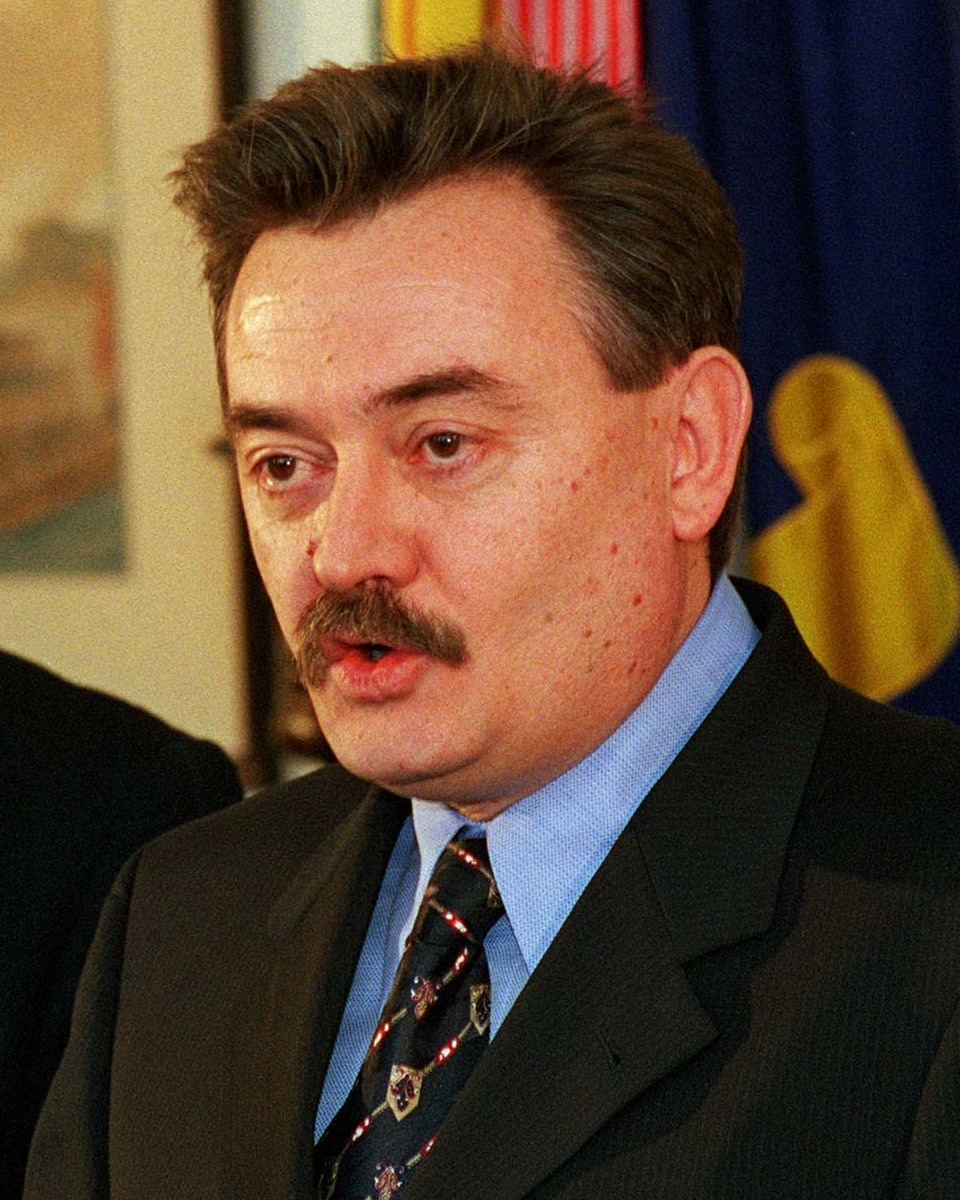
Lazar Kitanoski (1998)

Lazar Kitanoski (häufig auch Lazar Kitanovski geschrieben; in kyrillischer Schrift: Лазар Китаноски bzw. Лазар Китановски; * 25. April 1948 in Ohrid; † 19. Mai 2011 in Skopje) war ein mazedonischer Jurist, Politiker und Hochschullehrer.
Er studierte Rechtswissenschaften und Soziologie an der Universität Skopje. Er promovierte 1995 mit einer Arbeit über Soziologische Aspekte der politischen Prozesse in Mazedonien und das Funktionieren des Modells der Parlamentarischen Demokratie. Er war Redaktionsmitglied der Zeitschrift Dijalog, Sekretär der Gesellschaft für Soziologie der Republik Mazedonien und einer der Gründer des Forum für Menschenrechte in Mazedonien. Er lehrte als außerplanmäßiger Professor Rechtssoziologie und Politische Soziologie an der Rechtswissenschaftlichen Fakultät der Universität Skopje.
Lazar Kitanoski war Mitglied der Partei SDSM. 1997 bis 1998 war er Verteidigungsminister Mazedoniens; 2004 bis 2006 war er Direktor des Mazedonischen Geheimdienstes.